# Jesús Guzmán (attore)
Jesús Guzmán (Madrid, 15 giugno 1926 – Madrid, 16 ottobre 2023) è stato un attore spagnolo.

## Biografia
Divenne noto per La morte sull'alta collina (1969) Crónicas de un pueblo (1971), Cachimba (2004) e Maestros (2000). Apparve in molti film western girati ad Almería come Lo irritarono... e Sartana fece piazza pulita (1970), Per qualche dollaro in più (1965) e Mani di pistolero (1965).

## Filmografia parziale
- La gran familia, regia di Fernando Palacios (1962)
- I tre implacabili, regia di Joaquín Luis Romero Marchent (1963)
- Como dos gotas de agua, regia di Luis César Amadori (1963)
- Mani di pistolero, regia di Rafael Romero Marchent (1965)
- Per qualche dollaro in più, regia di Sergio Leone (1965)
- Lo irritarono... e Sartana fece piazza pulita, regia di Rafael Romero Marchent (1970)
- La morte sull'alta collina, regia di Fernando Cerchio (con lo pseudonimo di Fred Ringold) (1969)
- : El relicario, regia di Rafael Gil (1970)
- Crónicas de un pueblo - serie TV (1971-1974)
- Maestros, regia di Óscar del Caz (2000)
- Cachimba, regia di Silvio Caiozzi (2004)

## Doppiatori italiani
Nelle versioni in italiano delle opere in cui ha recitato, Jesus Guzmán è stato doppiato da:
- Oreste Lionello in I tre implacabili
- Arturo Dominici in Lo irritarono... e Sartana fece piazza pulita